# Юра Мовсисян
Юра Мовсисян е арменски футболист, нападател, национал. Играе за Реал Солт Лейк под наем от Спартак Москва. Притежава и американско гражданство.

## Кариера
Започва да се занимава с футбол на 12 години, когато емигрира в САЩ с родителите си. Играе за отбора на колежа Пасадена. През 2006 е изтеглен в драфта от Канзас Сити Уизардс. Година по-късно преминава в Реал Солт Лейк и става един от голмайсторите на отбора. През 2009 печели купата на страната. В началото на 2010 преминава в датския „Ранерс“. На 11 август 2010 дебютира за националния отбор на Армения, като е посрещнат топло от привържениците. Въпреки това, Юра играе с травма и е сменен още в 15-ата минута. След добри игри в квалификациите за Евро 2012 и страхотен сезон в Дания (21 гола във всички турнири) към него се появява интерес от страна на Динамо Киев и Рубин Казан. На 26 януари 2011 подписва с ФК Краснодар. Треньорът Славолюб Муслин го използва като единствен нападател в схемата си и играчът става една от звездите на „биковете“. В края на 2011 е избран за футболист на годината на Краснодар, а след края на сезон 2011/12 попада в топ 10 на най-добрите чуждестранни нови попълления за сезона. В следващия сезон отбелязва 9 гола в 13 мача и става водещ реализатор на първенството.
В края на 2012 г. е привлечен от Спартак Москва. Още в дебютния си мач Мовсисян отбелязва хеттрик и помага на „червено-белите“ да победят Терек с 3-1. Той става първият, отбелязващ 3 гола за Спартак в дебюта си. Също така това е първият хеттрик в кариерата на Юра. Става голмайстор на РФПЛ за сезон 2012/13, поделяйки приза с Вандерсон. От сезон 2013/14 играе с номер 10. През 2013/14 Юра става голмайстор на своя тим с 16 гола, въпреки че Спартак не се представя силно. Арменецът не успява да задържи страхотната си форма и в следващия сезон вкарва само 2 попадения в 16 срещи.